# NBA 1971/72
NBA 1971/72 was het 26e seizoen van de NBA. Het begon op 12 oktober 1971 en eindigde op 7 mei 1972, toen LA Lakers de vijfde wedstrijd van de NBA Finale met 114-100 won en daarmee op 4-1 kwam in de serie tegen verliezend finalist New York Knicks. Kareem Abdul-Jabbar van Milwaukee Bucks werd (voor de tweede keer) verkozen tot NBA Most Valuable Player en Wilt Chamberlain van LA Lakers tot NBA Finals Most Valuable Player.
NBA 1971/72 was het eerste seizoen waarin de Lakers kampioen werden als Los Angeles Lakers, achttien jaar na hun laatste titel als Minneapolis Lakers. De ploeg won dat seizoen 69 van de 82 wedstrijden in de reguliere competitie. Dat was een record dat standhield tot Chicago Bulls het in 1995/96 verbeterde (72 van 82). Seizoen 1971/72 was het laatste seizoen waarin Elgin Baylor actief was. Hij stopte er na negen wedstrijden mee vanwege aanhoudende blessures.

## Eindstand regulier seizoen
| Eastern Conference  | W  | V  |
| ------------------- | -- | -- |
| Boston Celtics*     | 56 | 26 |
| Baltimore Bullets*  | 38 | 44 |
| New York Knicks     | 48 | 34 |
| Atlanta Hawks       | 36 | 46 |
| Philadelphia 76ers  | 30 | 52 |
| Cincinnati Royals   | 30 | 52 |
| Cleveland Cavaliers | 23 | 59 |
| Buffalo Braves      | 22 | 60 |

| Western Conference     | W  | V  |
| ---------------------- | -- | -- |
| LA Lakers*             | 69 | 13 |
| Milwaukee Bucks*       | 63 | 19 |
| Chicago Bulls          | 57 | 25 |
| Golden State Warriors  | 51 | 31 |
| Phoenix Suns           | 49 | 33 |
| Seattle SuperSonics    | 47 | 35 |
| Houston Rockets        | 34 | 48 |
| Detroit Pistons        | 26 | 56 |
| Portland Trail Blazers | 18 | 64 |

*Winnaars van de vier divisies

## Playoffs
|  | Conference halve finale | Conference halve finale |                 |   | Conference finale | Conference finale |  |  | NBA finale | NBA finale |
|  |                         |                         |                 |   |                   |                   |  |  |            |            |
|  |                         |                         |                 |   |                   |                   |  |  |            |            |
|  |                         |                         |                 |   |                   |                   |  |  |            |            |
|  |                         |                         |                 |   |                   |                   |  |  |            |            |
|  | Boston Celtics          | 4                       |                 |   |                   |                   |  |  |            |            |
|  | Boston Celtics          | 4                       |                 |   |                   |                   |  |  |            |            |
|  | Atlanta Hawks           | 2                       |                 |   |                   |                   |  |  |            |            |
|  | Atlanta Hawks           | 2                       | Boston Celtics  | 1 |                   |                   |  |  |            |            |
|  |                         |                         | Boston Celtics  | 1 |                   |                   |  |  |            |            |
|  |                         | New York Knicks         | 4               |   |                   |                   |  |  |            |            |
|  | Baltimore Bullets       | New York Knicks         | 4               | 2 |                   |                   |  |  |            |            |
|  | Baltimore Bullets       |                         |                 | 2 |                   |                   |  |  |            |            |
|  | New York Knicks         | 4                       |                 |   |                   |                   |  |  |            |            |
|  | New York Knicks         | 4                       | New York Knicks | 1 |                   |                   |  |  |            |            |
|  |                         |                         | New York Knicks | 1 |                   |                   |  |  |            |            |
|  |                         | LA Lakers               | 4               |   |                   |                   |  |  |            |            |
|  | Milwaukee Bucks         | LA Lakers               | 4               | 4 |                   |                   |  |  |            |            |
|  | Milwaukee Bucks         |                         |                 | 4 |                   |                   |  |  |            |            |
|  | Golden State Warriors   | 1                       |                 |   |                   |                   |  |  |            |            |
|  | Golden State Warriors   | 1                       | Milwaukee Bucks | 2 |                   |                   |  |  |            |            |
|  |                         |                         | Milwaukee Bucks | 2 |                   |                   |  |  |            |            |
|  |                         | LA Lakers               | 4               |   |                   |                   |  |  |            |            |
|  | LA Lakers               | LA Lakers               | 4               | 4 |                   |                   |  |  |            |            |
|  | LA Lakers               |                         |                 | 4 |                   |                   |  |  |            |            |
|  | Chicago Bulls           | 0                       |                 |   |                   |                   |  |  |            |            |
|  | Chicago Bulls           | 0                       |                 |   |                   |                   |  |  |            |            |

## Beste gemiddeldes
- Meeste punten per wedstrijd: Kareem Abdul-Jabbar (Milwaukee Bucks))
- Meeste rebounds per wedstrijd: Wilt Chamberlain (LA Lakers)
- Meeste assists per wedstrijd: Jerry West (LA Lakers)
- Hoogste percentage veldscores: Wilt Chamberlain (LA Lakers)
- Hoogste percentage vrije worpen: Jack Marin (Baltimore Bullets)

1950 · 1951 · 1952 · 1953 · 1954 · 1955 · 1956 · 1957 · 1958 · 1959 · 
1960 · 1961 · 1962 · 1963 · 1964 · 1965 · 1966 · 1967 · 1968 · 1969 · 
1970 · 1971 · 1972 · 1973 · 1974 · 1975 · 1976 · 1977 · 1978 · 1979 · 
1980 · 1981 · 1982 · 1983 · 1984 · 1985 · 1986 · 1987 · 1988 · 1989 · 
1990 · 1991 · 1992 · 1993 · 1994 · 1995 · 1996 · 1997 · 1998 · 1999 · 
2000 · 2001 · 2002 · 2003 · 2004 · 2005 · 2006 · 2007 · 2008 · 2009 · 
2010 · 2011 · 2012 · 2013 · 2014 · 2015 · 2016 · 2017 · 2018 · 2019 · 
2020 · 2021 · 2022 · 2023 · 2024